# Mästarna
Mästarna (engelska: The Mighty Ducks) är en amerikansk film som hade biopremiär i USA den 2 oktober 1992.

## Handling
Advokaten Gordon Bombay (Emilio Estevez) spelade ishockey som ung men missade den avgörande straffen i en viktig match. Nu har han dömts till samhällstjänst för rattfylleri och ska vara lagledare för ett ishockeylag för pojkar. Till en början är han väldigt motsträvig till uppdraget men med tiden minns han varför han älskade sporten och vill nu att spelarna ska hitta samma känsla. 
I takt med Bombay coachning blir laget som ligger hopplöst sist bättre för varje match som går. Till slut når dem finalen mot Gordon's gamla lag Hawks och hans gamla tränare. 
The Ducks.

## Om filmen
Efter denna drama-komedi så bildade Disney ett eget ishockeylag i NHL vid namn Mighty Ducks of Anaheim. Staden Anaheim fick bli lagets hemstad, där även en av Disneys nöjesparker, Disneyland, ligger. Delvis i syfte att göra reklam för ishockeylaget producerades även en animerad TV-serie; Mighty Ducks, som också den handlar om ett ishockeylag i Anaheim. Serien är dock helt fristående från 1992 års spelfilm.
Barnskådisen Joshua Jackson fick sitt genombrott i den här filmen för att senare som 20-åring vara med i TV-serien Dawsons Creek.
Filmen har hittills fått två uppföljare, D2: The Mighty Ducks och D3: The Mighty Ducks.

## Rollista
- Emilio Estevez	 .... 	Gordon Bombay
- Joss Ackland	.... 	Hans
- Lane Smith	.... 	Coach Jack Reilly
- Heidi Kling	.... 	Casey Conway
- Josef Sommer	.... 	Mr. Gerald Ducksworth
- Joshua Jackson	.... 	Charlie Conway
- Elden Henson	.... 	Fulton Reed (som Elden Ratliff)
- Shaun Weiss	.... 	Greg Goldberg
- M.C. Gainey	.... 	Lewis
- Matt Doherty	.... 	Lester Averman
- Brandon Adams	.... 	Jesse Hall
- J.D. Daniels	.... 	Peter Mark
- Aaron Schwartz	.... 	Dave Karp
- Garette Ratliff Henson	.... 	Guy Germaine
- Marguerite Moreau	.... 	Connie Moreau
- Jane Plank	.... 	Tammy Duncan
- Jussie Smollett	.... 	Terry Hall
- Vincent Larusso	.... 	Adam Banks (som Vincent A. Larusso)
- Danny Tamberelli	.... 	Tommy Duncan
- Michael Ooms	.... 	McGill
- Casey Garven	.... 	Larson
- Hal Fort Atkinson III	.... 	Phillip Banks
- Basil McRae	.... 	Som sig själv
- Mike Modano	.... 	Som sig själv
- John Beasley	.... 	Mr. Hall
- Stephen Dowling	.... 	Domare (Hawks)
- Brock Pierce	.... 	Gordon (10 år gammal)
- Robert Pall	.... 	Gordons pappa
- John Paul Gamoke	.... 	Mr. Tolbert
- Shaun Weiss  ....  Goalie Greg "Goldie" Goldberg
- Steven Brill	.... 	Frank Huddy
- George Coe	.... 	Judge Weathers
- Dale Dunham	.... 	Jury Foreman
- Barbara Davidson	.... 	Jeannie
- Brad Peterson	.... 	Cardinals Coach
- John Oliver	.... 	Cardinals mål
- Jacqueline Kim	.... 	Jane
- Garth Schumacher	.... 	Arresting Cop
- Joe Howard	.... 	Court Clerk
- Scott Bryan	.... 	Cardinal #1
- Peter L. Mullin	.... 	Referee (Flames)
- Mark Bradley	.... 	Science Teacher
- Bill Schoppert	.... 	Official (Hawks)
- Claudia Wilkens	.... 	Principal
- Jack White	.... 	Utility Ref
- Peter Syvertsen	.... 	Paramedic
- Bob Miller	.... 	Announcer

### Fotnoter
1. ↑  ”The Mighty Ducks” (på engelska). Box Office Mojo. 2 oktober 1992. http://www.boxofficemojo.com/movies/?id=mightyducks.htm. Läst 5 september 2016.
2. ↑  Janet Maslin (2 oktober 1992). ”Review/Film; Hockey That Transcends Mere Winning” (på engelska). New York Times. http://www.nytimes.com/1992/10/02/movies/review-film-hockey-that-transcends-mere-winning.html?scp=212&sq=ser&st=nyt. Läst 20 juli 2016.